# Dichanthium paranjpyeanum
Dichanthium paranjpyeanum là một loài thực vật có hoa trong họ Hòa thảo. Loài này được (Bhide) Clayton mô tả khoa học đầu tiên năm 1978.